# Bellerofonte Castaldi
Bellerofonte Castaldi (Modena, ca. 1581-Modena, 27 de septiembre de 1649) fue un
compositor, poeta y laudista italiano. Sus tablaturas son más complejas que las de varios laudistas contemporáneos. Castaldi escribió partes masculinas en sus canciones para tenores y se oponía a la práctica de los castrati o falsetistas masculinos cantando partes femeninas en las cantatas. En el prefacio a su colección, Primo mazzetto, él escribe que es "risible que un hombre con una voz de una mujer deba ponerse a hacer una proposición a su dama".

## Obras, ediciones y grabaciones
- Primo mazzetto di fiori musicalmente colti dal giardino bellerofonteo - monodias, duetos y tercetos, con bajo continuo (Venecia, 1623).

Ediciones
- Capricci a 2 stromenti cioè tiorba e tiorbino e per sonar solo varie sorti di balli e fantasticarie (1622). Edited by David Dolata, as Capricci (1622), 2 vols. Recent Researches in the Music of the Baroque Era 142 & 143. Part 1: Duos for Theorbo and Tiorbino; Sonatas for Theorbo. Part 2: Dances and Other Works for Theorbo; Songs with Tablature Accompaniment. Middleton, Wisc.: A-R Editions, 2006. ISBN 978-0-89579-591-5 (vol. 1), ISBN 978-0-89579-592-2 (vol. 2)

Grabaciones
- Battaglia d'amore. Castaldi's settings of his own poetry. CD. Gian Paolo Fagotto (tenor). David Dolata, lute. Victor Coelho, lute. Neil Cockburn, harpsichord. Il-Furioso. Toccata Classics.